# Jackie Gallagher
Jacquilyn Louise Gallagher-Fairweather, detta Jackie (Perth, 10 novembre 1967 – Canberra, 3 novembre 2014), è stata una triatleta e maratoneta australiana.

## Biografia
Si è laureata campionessa del mondo di triathlon nel 1996 nella rassegna di Cleveland. Ha vinto per ben due volte i mondiali di duathlon, nel 1996 a Ferrara e nel 1999 ad Huntersville. Nel 1993 partecipa ai mondiali di Manchester, vinti dalla connazionale Michellie Jones con un tempo di 2h07'41", classificandosi al 14º posto con un tempo finale di 2h11'29". Nel 1995 vince la medaglia d'argento ai mondiali di Cancun, arrivando a meno di 30 secondi dalla statunitense Karen Smyers (2h04'58") con un tempo di 2h05'22", e tagliando il traguardo davanti all'altra statunitense Joy Leutner (2h05'49").
L'anno successivo ottiene numerosi podi in gare di coppa del mondo: in particolare arriva 2ª a Ishigaki e a Sydney, in entrambe le occasioni alle spalle di Emma Carney, 3ª a Drummondville dietro sempre alla connazionale Carney e alla canadese Carol Montgomery e 3ª a Noosa dietro alla Montgomery e alla connazionale Rina Hill. All'appuntamento con la rassegna iridata di Cleveland non fallisce, vincendo - grazie alla frazione podistica - con un tempo di 1h50'51", davanti alla connazionale Emma Carney (1h51'43") e alla canadese Carol Montgomery (1h52'06"). Termina la stagione con un 4º posto ad Hamilton ed un 6º a Gamagori.
Nel 1997 partecipa ai mondiali di Perth ed ottiene un 2º posto in un podio tutto australiano: 1ª Emma Carney con un tempo di 1h59'22", 2ª Jackie Gallagher con un tempo di 1h59'36", 3ª Michellie Jones con un totale di 2h00'48". Nello stesso anno arriva 3ª a Ishigaki e 4ª a Gamagori. Nel 1998 vince le gare di coppa del mondo di Sydney e di Zurigo, arriva 2ª a Ishigaki e poi 7ª a Gamagori. Ai mondiali di Losanna delude le aspettative con un 6º posto assoluto; mondiali vinti dall'australiana Joanne King su Michellie Jones e sulla neozelandese Evelyn Williamson.
Il 1999 è un anno pieno di soddisfazioni per Jackie. Vince le gare di coppa del mondo di Cancun e Corner Brook. Si classifica 5ª a Ishigaki e 6ª a Gamagori. Si laurea campionessa oceaniana a Mooloolaba e arriva ai mondiali di Montréal tra le favorite. La sua performance podistica, tuttavia, non le permette di tornare sulla vincitrice di giornata, la connazionale Loretta Harrop (1h55'28"). Jackie è 2ª al traguardo con un tempo di 1h56'00", davanti all'altra australiana Emma Carney (1h56'19"). Nel 2000 partecipa alla gara di coppa del mondo di Sydney arrivando 24ª al traguardo. Non riuscirà ad entrare nella ristretta rosa di triatlete che parteciperanno alla prima olimpiade di triathlon, quella di Sydney. Nel 2002 ha vinto la medaglia di bronzo alla maratona dei Giochi del Commonwealth di Manchester con un tempo di 2h36'37" alle spalle delle connazionali Kerryn McCann (2h30'05") e Krishna Stanton (2h34'52").
Morì suicida nel 2014 all'età di 46 anni.

## Titoli
- Campionessa mondiale di triathlon (élite) - 1996
- Campionessa mondiale di duathlon (élite) - 1996, 1999
- Campionessa oceaniana di triathlon (élite) - 1999